# Agrioglypta juvenalis
Agrioglypta juvenalis là một loài bướm đêm trong họ Crambidae.